# Jost Gippert

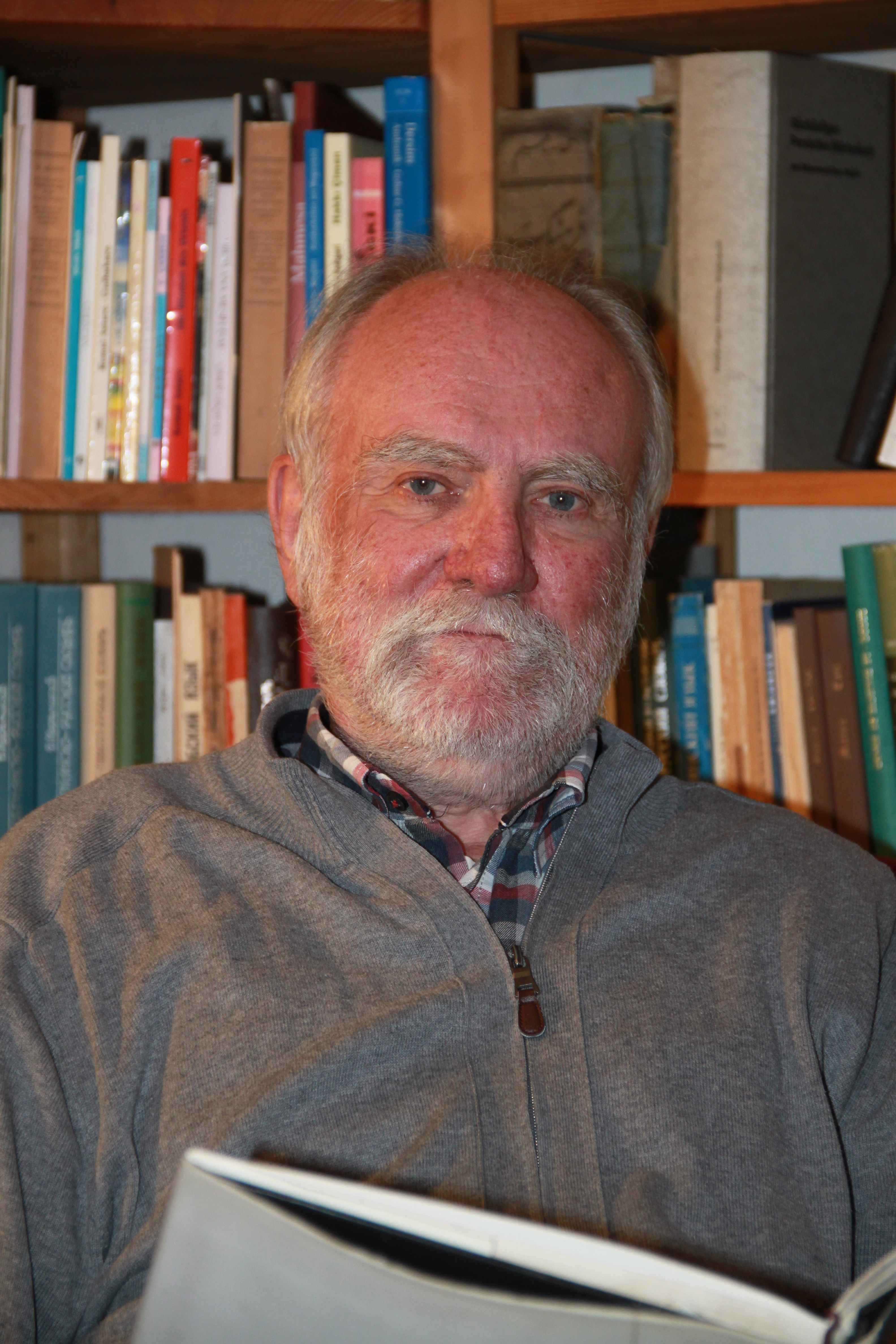
Jost Gippert

 Jost Gippert  (phát âm tiếng Đức: [ˈjoːst ˈgɪpʰɐt]; sinh ngày 12 tháng 3 năm 1956 tại Winz-Niederwenigern, bây giờ là Hattingen, Đức) là một nhà nghiên cứu ngôn ngữ người Đức, ông đồng thời nghiên cứu ngôn ngữ Kavkaz, là giáo sư trong lĩnh vực ngôn ngữ học so sánh tại Khoa nghiên cứu ngôn ngữ học thực nghiệm thuộc trường đại học tổng hợp Johann Wolfgang Goethe tại thành phố Frankfurt và cũng là tác giả của rất nhiều tác phẩm khoa học có giá trị.

## Tiểu sử

Bernard Outtier, Jost Gippert, Winfried Boeder

Năm 1972 ông tốt nghiệp trường phổ thông trung học Leibniz ở Essen-Altenessen và sau đó (từ 1972 đến 1977) theo học ngành khoa học ngôn ngữ so sánh, Ấn Độ học, Nhật Bản học, và Trung Hoa học tại các trường đại học tổng hợp Marburg và Berlin. Sau khi tốt nghiệp ông giành được bằng tiến sĩ triết học vào năm 1977, với công trình nghiên cứu cú pháp tạo các dạng nguyên thể trong các ngôn ngữ Ấn-Âu. Từ năm 1977 đến năm 1990 ông đã từng nắm giữ nhiều vị trí như trợ giảng và sau đó là giảng viên đại học tại các thành phố Berlin, Wien và Salzburg. Năm 1991, khi đang là trợ lý nghiên cứu ngôn ngữ máy tính phương Đông, ông đã viết một bài nghiên cứu về từ mượn trong tiếng Armenia và tiếng Georgia có nguồn gốc từ tiếng Iran tại trường đại học tổng hợp Bamberg. Sau đó, nhờ bài nghiên cứu này, ông trở thành giảng viên đại học của trường.
Từ năm 1994 Jost Gippert đã giảng dạy ngành khoa học ngôn ngữ so sánh tại trường đại học tổng hợp Johann Wolfgang Goethe tại thành phố Frankfurt. Từ năm 1996 ông là thành viên ngoại giao của Viện khoa học hàn lâm Gelati tại Georgia, từ năm 2002 là thành viên của Ủy ban Turfan và từ năm 2007 là thành viên của trung tâm "Ngôn ngữ" tại Viện Khoa Học Hàn Lâm Berlin-Brandenburg.
Năm 1997 ông được phong hàm giáo sư danh dự của trường đại học Sulkhan Saba Orbeliani tại Tbilisi, từ năm 2002 là tiến sĩ danh dự của trường đại học Ivane Giavakhisvili, và năm 2013 là tiến sĩ danh dự của trường đại học Sota Rustaveli ở Batumi, Georgia.
Kể từ khi ông trở thành giáo sư ngành ngôn ngữ học so sánh tại trường đại học tổng hợp Johann Wolfgang Goethe tại thành phố Frankfurt vào năm 1994, bên cạnh các ngôn ngữ thuộc hệ ngôn ngữ Ấn- Âu và lịch sử của các môn ngôn ngữ đó cũng như ngôn ngữ học so sánh loại hình nói chung thì các ngôn ngữ vùng Kavkaz thuộc lĩnh vực làm việc chính của ông. Trong thời gian đầu, dưới sự lãnh đạo của ông, có rất nhiều dự án hợp tác nghiên cứu quốc tế về các ngôn ngữ này đã được thực hiện. Với tư cách là nhà ngôn ngữ học máy tính, ông đã quản lý dự án TITUS do chính ông sáng lập từ năm 1987. Mục tiêu của dự án này là giải mã điện tử các dữ liệu gốc văn bản trong các ngôn ngữ Ấn Âu cổ và các ngôn ngữ láng giềng.
Lĩnh vực nghiên cứu chính của ông là ngôn ngữ học so sánh-lịch sử, ngôn ngữ so sánh loại hình, lập kho ngữ liệu điện tử, lập tài liệu ngôn ngữ đa phương tiện và phân tích thủ bản điện tử.

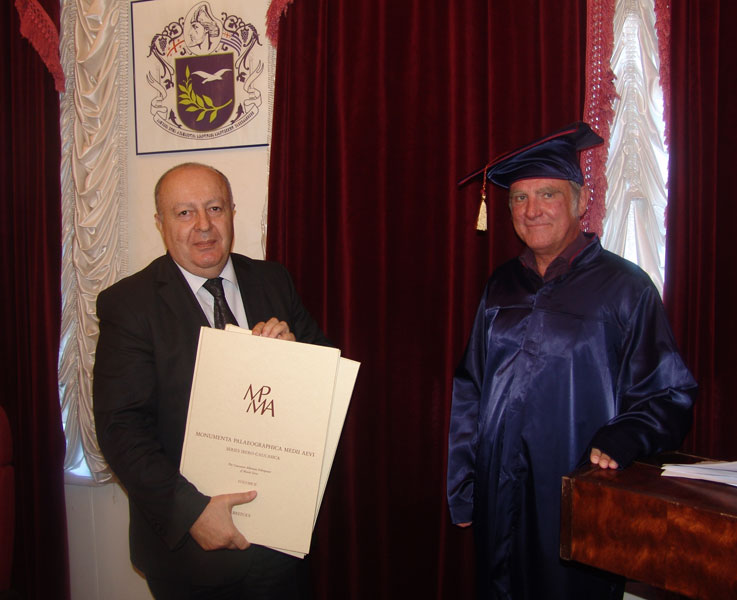
Jost Gippert, trường đại học Batumi, 2013

## Hoạt động

### Dự án được chọn
- 1995-1998 (DFG): Avesta and Rigveda: Electronic Analysis
- 1995-1999 (INTAS): The Georgian Verbal System
- 1999-2002 (Volkswagen Foundation, EUR 117,900): Caucasian Languages and Cultures: Electronic Documentation
- Từ 2000 (DFG): Graduate School “Types of Clauses: Variation and Interpretation”
- 2002-2006 (Volkswagen Foundation, EUR 167,800): Endangered Caucasian Languages in Georgia
- 2003-2007 (Volkswagen Foundation): Palimpsest Manuscripts of Caucasian Provenience
- 2005-2009 (INTAS): Georgian Gospels
- 2005-2007 (Volkswagen Foundation, EUR 189,000): The Linguistic Situation in modern-day Georgia[2]
- 2008-2014 (DFG, EUR 240,000): Old German Reference Corpus
- Từ 2008 (BMBF): German Language Resource Infrastructure
- 2009 (Volkswagen Foundation, EUR 400,000): Aché Documentation Project
- Từ 2009 (DFG/NEH, EUR 96,000): RELISH (Rendering Endangered Languages Lexicons Interoperable Through Standards Harmonization)
- Từ 2009 (Volkswagen Foundation): Georgian Palimpsest Manuscripts
- 2010 (Google Inc., US$49,600): Corpus Caucasicum
- Từ 2011 (HMWK, EUR 3,792,000): LOEWE Research Unit “Digital Humanities – Integrated Processing and Analysis of Text-based Corpora”
- Từ 2011 (Volkswagen Foundation, EUR 299,600): Khinalug Documentation Project
- Từ 2011 (DFG): Relative Clauses in a Typological View
- Từ 2012 (Volkswagen Foundation, EUR 390,400): Georgian National Corpus

## Tác phẩm được chọn
- 1977: The syntax of infinitival formations in the Indo-European languages. (Europäische Hochschulschriften, 21/3), 360 pp.; Frankfurt, Bern, Las Vegas: Lang 1978. Dissertation
- 1990: Iranica Armeno-Iberica. A study of Iranian loan words in Armenian and Georgian, 451 + 389 pp.; Vienna: Austrian Academy of Sciences 1993. Inaugural dissertation.
- 2007: Gippert, Jost / Sarjveladze, Zurab / Kajaia, Lamara: The Old Georgian Palimpsest Codex Vindobonensis georgicus 2, edited by Jost Gippert in co-operation with Zurab Sarjveladze and Lamara Kajaia, 368 pp.; Turnhout: Brepols 2007.
- 2008: Gippert, Jost / Schulze, Wolfgang / Aleksidze, Zaza / Mahé, Jean-Pierre: The Caucasian Albanian Palimpsests of Mount Sinai, 2 vols., XXIV + 530 pp.; Turnhout: Brepols 2009.
- 2010: Gippert, Jost / Schulze, Wolfgang / Aleksidze, Zaza / Mahé, Jean-Pierre: The Caucasian Albanian Palimpsests of Mount Sinai. Vol. III: The Armenian Layer, edited by Jost Gippert., 220 pp.; Turnhout: Brepols 2010.